# Rostraria rohlfsii
Rostraria rohlfsii là một loài thực vật có hoa trong họ Hòa thảo. Loài này được (Asch.) Holub miêu tả khoa học đầu tiên năm 1974.